# Gudrun Grieser
Gudrun Grieser (* 5. März 1947 in Würzburg) ist eine deutsche Lehrerin und Politikerin (CSU). Sie war von 1992 bis 2010 Oberbürgermeisterin der kreisfreien Stadt Schweinfurt.

## Ausbildung, Beruf und Familie
Von 1967 bis 1972 absolvierte Grieser ein Studium der Anglistik und Geschichte an der Julius-Maximilians-Universität Würzburg und schloss dieses mit dem Staatsexamen ab. Als Gymnasiallehrerin arbeitete sie von 1973 bis 1992 am Olympia-Morata-Gymnasium in Schweinfurt, zuletzt als Oberstudienrätin. Sie ist seit 1972 verheiratet, hat einen Sohn (* 1976) und wohnt in Schweinfurt.

## Politische Karriere
Seit 1990 wirkt Gudrun Grieser aktiv in der bayerischen Kommunalpolitik mit und ist seit Oktober 1990 Mitglied der CSU. Im Dezember desselben Jahres rückte sie in den Stadtrat der Stadt Schweinfurt an die Stelle von Hans Gerhard Stockinger nach.
Im März 1992 wurde sie zur Oberbürgermeisterin der Stadt Schweinfurt gewählt. Erstmals in der Geschichte der Stadt übernahm die CSU dieses Amt, was auch in der Folgezeit einen Machtwechsel im Stadtrat, in der bisher von der SPD dominierten Stadt zur Folge hatte. Sowohl 1998 (56,5 %), als auch 2004 (68,89 %) wurde sie im Amt bestätigt. Im Oktober 2009 wurde bekannt, dass Grieser bei der OB-Wahl am 7. März 2010 nicht wieder kandidieren wird. Ihr Nachfolger ist seit 1. Mai 2010 Sebastian Remelé.
Am 18. Februar 2011 wurde Gudrun Grieser zusammen mit ihrem Amtsvorgänger Kurt Petzold zum Ehrenbürger der Stadt Schweinfurt ernannt.

## Stadtentwicklung
1992 wurde Schweinfurt infolge der Globalisierung deutsche Krisenregion, mit großem Stellenabbau in der Großindustrie. Die Arbeitslosenquote stieg auf 19,8 Prozent. Jedoch begleitete der bayerische Ministerpräsident Edmund Stoiber (CSU) den Machtwechsel wohlwollend und Teile des Bayerischen Landessozialgerichts und des Bayerischen Landesamtes für Statistik wurden von München nach Schweinfurt verlegt. Grieser initiierte den neuen Industrie- und Gewerbepark Maintal (ab 1995), mit einer eigenen Autobahnanschlussstelle an die BAB 70, die die Stadt auf eigene Kosten erstellen lassen musste. Durch den Strukturwandel, mit Tausenden neuen Arbeitsplätzen in der Industrie und im Dienstleistungsbereich, stieg die Zahl der Arbeitsplätze relativ schnell wieder auf einstige Werte an. 
Grieser initiierte zudem das Stadtmotto Industrie und Kunst und realisierte in diesem Kontext zahlreiche Bauprojekte, die z. T. auch in der Architekturwelt überregionale Beachtung fanden, so das Museum Georg Schäfer (2000), das Konferenzzentrum Maininsel (2004), die Stadtbücherei im Ebracher Hof (2007), die Stadtgalerie Schweinfurt (2009) und die Kunsthalle Schweinfurt (2009). 
Die Verkehrsinfrastruktur trieb sie noch mit zwei weiteren Projekten voran, dem Umbau des Busbahnhofs am Roßmarkt und mit dem neuen Bahn-Haltepunkt Schweinfurt Mitte. Ihre zahlreichen Aktivitäten führten zu einem Imagewandel der Stadt.

## Weitere Ämter, Posten und Mitgliedschaften
- Vorsitzende des Schulausschusses des Bayerischen Städtetags
- Mitglied des Vorstands des Bayerischen Städtetags
- Mitglied im Vorstand des Sparkassen-Bezirksverbandes Unterfranken
- Mitglied im Nationalen Normenkontrollrat (seit 2011)[3]
- Ehrensenatorin der Technischen Hochschule Würzburg-Schweinfurt

## Auszeichnungen
- Bayerischer Verdienstorden (2010)